# Sylvie Courvoisier
Sylvie Courvoisier (* 30. listopadu 1968 Lausanne, Švýcarsko) je švýcarská klavíristka a hudební skladatelka. Studovala na konzervatoři v Montreux. Narodila se ve Švýcarsku, od roku 1998 však žije v Brooklynu. Jejím manželem je houslista Mark Feldman. Mimo svého manžela hudebně spolupracovala například s Johnem Zornem, Ikue Mori, Herbem Robertsonem nebo Markem Dresserem a dalšími.